# オクタヴィア・セペラティ
オクタヴィア・セペラティ（Octavia Sperati、旧称オクタヴィア (Octavia)）は、ベルゲン出身のノルウェー・ゴシックメタル・バンド。
グループは2005年にデビュー・アルバム『ウィンター・エンクロージャー』をリリースした。セカンド・アルバム『Grace Submerged』は、2007年5月にリリースされた。両アルバムはキャンドルライト・レコードからリリースされ、どちらもリリース後にイギリスでツアーが行われた。現在、バンドのメンバーはドラマーのアイヴァル・アルヴェルを除いて全員女性となっている。
2008年7月20日、オクタヴィア・セペラティは「活動を休止する」と発表した。
2009年3月10日、歌手のシリェ・ヴェルヘラントが、歌手のアネク・ヴァン・ガースバーゲンに代わってオランダのロック・バンド、ザ・ギャザリングへ加入することが発表された。
2015年2月21日、ヴェルヘラントはツイッターでオクタヴィア・セペラティの再結成を発表した。

## メンバー

### 最新メンバー
- シリェ・ヴェルヘラント (Silje Wergeland) – ボーカル (2000年–2008年、2015年– )
- ボディル・ミクルブスト (Bodil Myklebust) – ギター (2000年–2002年、2004年–2008年、2015年– )
- ギリ・S・ロスネガード (Gyri S. Losnegaard) – ギター (2001年–2008年、2015年– )
- トリン・C・ヨハンセン (Trine C. Johansen) – ベース (2000年–2008年、2015年– )
- トーン・ミッドガード (Tone Midtgaard) – シンセサイザー、キーボード (2001年–2008年、2015年– )
- アイヴァル・アルヴェル (Ivar Alver) – ドラム (2006年–2008年、2015年– )

### 旧メンバー
- シリェ・ロイセス (Silje Røyseth) – ドラム (2000年–2001年)
- ヘーゲ・ラーセン (Hege Larsen) – ドラム (2001年–2004年)
- クリストファー・リスバック・ヴェグスンド (Christoffer Risbakk Vegsund) – ドラム (2004年–2006年)

## ディスコグラフィ

### スタジオ・アルバム
- Guilty (2002年) ※デモ
- 『ウィンター・エンクロージャー』 - Winter Enclosure (2005年)
- Grace Submerged (2007年)